# Dieter Krause (Handballspieler)
Dieter Krause (* 3. April 1952; † 8. Juli 2023) war ein deutscher Handballspieler.
Krause, der mit der Rückennummer 11 auflief, spielte meist am Kreis oder auf Rechtsaußen. Drei Jahre spielte er beim THW Kiel in der Handball-Bundesliga. In dieser Zeit erzielte er 235 Bundesligatore, davon 106 per Siebenmeter. Bis 1979 spielte Krause in der Landeshauptstadt, danach wechselte er zum TSV Tarp.
Für die Nationalmannschaft bestritt Dieter Krause ein A-Länderspiel, in dem er ohne Torerfolg blieb.
Krause war kaufmännischer Angestellter von Beruf.